# ويكيمابيا
ضريبة العرش هي إحدى قرى الجمهورية اليمنية وتتبع جغرافيا محافظة البيضاء وادريا مديرية العرش. ويبلغ عدد سكانها 2363 نسمة حسب التعداد السكاني عام 2004، وتقع في الجنوب الغربي لمديرية العرش وتبعد عن مدينة رداع 9كم ومساحتها الجغرافية 21كم مربع. (بالإنجليزية: Wikimapia) هو مصدر للخرائط على الشبكة (الإنترنت) يدمج خدمة خرائط جوجل مع نظام الويكي، والذي يعني المشاركة، ويسمح للمستخدمين بإضافة المعلومات (على هيئة وصف) لأيّ موقع على الكرة الأرضية . أنشأ الموقع أليكساندر كورياكين وإفجيني سافيليف، وأطلق المشروع في 24 مايو 2006، ويهدّف إلى «وصف كوكب الأرض بالكامل». يسمح الموقع بعرض الأسماء والملاحظات ب 35 لغة، فإن توفرت ملاحظات بأكثر من لغة لموقع معين فبالإمكان الانتقال بينها، كما يمكن أن تضيف وصفا بلغة أخرى لنفس المكان.
وهكذا يمكن لاي أحد في العالم الاطلاع عليها بسهولة.
ويكيمابيا ليس مرتبطاً بويكيبيديا أو مؤسسة ويكيميديا، ولكن أصحاب الموقع صرّحوا بأنّه ألهم بواسطة ويكيبيديا. بخلاف ويكيبيديا وأنظمة الويكي الأخرى، ويكيمابيا ليس لديه مستخدمون مسجّلون أو إداريون، ولكنهم بدؤوا الآن يفتحون الباب للتسجيل والعضوية لديهم على ثلاثة مستويات مع ملاحظة ان مزايا المستويات لا زالت ليست مشجعة تشجيعا كافيا للأعضاء. يحرّر جميع المستخدمين الموقع بشكل مجهول وعلى ما يبدو لا يوجد هنالك آلية للمراقبة أو معاقبة المستخدمين المخربين.